# Idylles (bande dessinée)
Pour les articles homonymes, voir Idylle (homonymie).
Idylles est le 4e tome de la série de bande dessinée Lou !, écrite et dessinée par Julien Neel. Il est sorti le 31 octobre 2007 après une pré-publication dans le magazine Tchô !.

## Synopsis
Lou, Mina, Karine et Marie-Émilie partent toutes les quatre en vacances sur la côte, dans une villa que la famille de Marie-Émilie loue tous les ans. Elle fait une rencontre inattendue avec Tristan, qui fait du camping avec des amis : Jean-Jean (qui deviendra l'amoureux de vacances de Mina), Manolo et Preston, fans du roman de la mère de Lou. Elle embrasse Paul pour rendre Tristan jaloux mais finit par sortir avec lui, à la grande déception de Marie-Émilie qui « l'avait dans son viseur ». Pendant ce temps, sa mère part en tournée avec Richard grâce au succès de son livre, et se rend compte que sa mère (la grand-mère de Lou) l'aime même si elle est maladroite. Lou a quatorze ans à la fin de l'album, et Richard et Emma (la mère de Lou) décident d'avoir un 2e enfant.

## Personnages
Idylles met au cœur du récit la bande de copines partant en vacances ensemble, constituée par :
- Lou qui fête ses 14 ans au cours de l'album[2],
- Mina, la meilleure amie de Lou, qui change de coupe et tombe amoureuse au cours de l'album,
- Marie-Émilie, qui tente de ne pas bronzer pour préserver son style gothique[3], et dont les parents louent la villa au bord de la mer où les filles passent leur vacances[4],
- Karine, qui peine à troquer son survêtement contre un maillot de bain[3].

Ensemble, elles pratiquent la « chasse aux garçons », notamment en fréquentant une bande de garçons qui font du camping non loin et se déplacent à scooter,, constituée par :
- Tristan, l'amour d'enfance de Lou[1],
- Jean-Jean, le meilleur ami de Tristan, qui tombe amoureux de Mina au cours de l'album,
- Manolo et Preston, deux meilleurs toujours ensemble, à tel point qu'on ne sait pas lequel porte quel prénom. Ils sont fans de Sidéra, le roman de la maman de Lou, et confectionnent un cosplay de Fulgor en slip de fourrure, qu'ils ne quitteront plus dans la suite de la série.

Ce groupe d'amis est par la suite rejoint par Paul, ami de Lou qu'elle a rencontré à Mortebouse. Des histoires sentimentales compliquées se nouent et se défont entre tous ces personnages.
En parallèle, on assiste à la tournée de dédicaces peu fructueuse que fait la maman de Lou avec son compagnon Richard. Ils rejoignent Lou et ses amies à la fin du tome, en même temps que Paul. En arrière-plan, on voit également quelques scènes avec les parents de Marie-Émilie, dont la mère (Sophie Garsillac) se morfond et dont le père (Henri Garsillac) ne lâche pas son ordinateur.
Ce tome introduit également le personnage d'Arcimboldo Parmentier, adepte de la radiesthésie et architecte de la ville où logent Lou et ses amis. Bien que toujours en hors-champ, la série y fait plusieurs fois allusion par la suite.

## Analyse

### Narration
Ce tome aborde la transition entre l'enfance et l'adolescence, ainsi que les préoccupations et questionnements qui l'accompagnent autour de l'amitié, des liens familiaux, et surtout de l'amour,. Lou y expérimente des premières fois : premières vacances sans sa mère, premier baiser. Ses expériences sont mises en regard de celles des adultes et particulièrement de sa mère, dont on suit la première tournée de dédicace avec son amoureux au rythme d'une page sur quatre jusqu'à ce qu'elles se rejoignent. Ce tome s'axe donc davantage sur les émotions que les précédents, avec de la joie et de la tendresse, bien qu'il conserve un humour second degré.

### Graphisme
Ce tome a été dessiné à la plume et à l'encre de Chine sur grand format (deux A3 par page) avant d'être colorisé informatiquement. Les dessins sont accessibles, les personnages expressifs. Les couleurs employées sont vives, restituant une ambiance estivale et joyeuse. Pour dessiner la villa dans un Sud imaginaire, Julien Neel s'inspire de souvenirs de vacances au bord de la Méditerranée, dont les couleurs et la végétation l'ont marqué. Les pages de gardes, faisant le pont entre les tomes, sont chargées de détails.

## Publications
- Julien Neel, Lou !, t. 4 : Idylles, Glénat, coll. « Tchô ! », 31 octobre 2007 (réimpr. 2007, 2010, 2011, 2012, 2013, 2014, 2015, 2016, 2017, 2019, 2021, 2022), 48 p., 215 × 293 mm (ISBN 978-2-7234-5869-6, lire en ligne )

L'album dispose de 18 éditions par Glénat. Il fait également partie d'un coffret qui regroupe les tomes 3 et 4 paru en 2013, ainsi que de l'intégrale de la saison 1 parue en 2022.
Il a été traduit en 12 langues, notamment :
- en anglais américain sous le titre The perfect summer signifiant « l'été parfait »,
- en anglais britannique sous le titre Romances signifiant « romances »,
- en croate sous le titre Idila, en néerlandais sous le titre Idyllen et en polonais sous le titre Sielanka, signifiant « idylles »,
- en anglais britannique sous le titre Romances, en allemand sous le titre Liebeleien et en suédois sous le titre Förälskelser, signifiant « amours »,
- en danois sous le titre Sommerforelskelser signifiant « les amours de l'été ».

On observe de légères variations dans la couverture, avec par exemple le titre en jaune (plutôt que blanc) dans la version allemande.

## Réception
Avec ce 4e tome, Lou ! continue d'être appréciée. Sur Goodreads, Idylles obtient une note de 4,46/5 sur la base de 3231 votes, ce qui en fait le tome le plus apprécié de la série. Il obtient une notation similaire sur Babelio (4,34/5 pour 1495 votes) et un peu moindre sur BD Gest' (3,7/5 pour 55 votes).
Le succès commercial de la série est toujours au rendez-vous puisque 3 mois après la sortie d'Idylles, les quatre premiers tomes de la série se sont vendus à 500 000 exemplaires.
Au moment de la sortie d'Idylles, les chroniques remarquent le fort engouement que l'ensemble de la série provoque en particulier chez les jeunes filles,. Elles relèvent néanmoins qu'Idylles a plusieurs niveaux de lecture et peut s'adresser à un public plus vaste, incluant des adultes,,. Le Point et le Figaro littéraire la comparent à Titeuf, autre série pour adolescents à succès de Glénat, de qui elle serait le pendant féminin, — comparaison honnie par Julien Neel selon qui réduire une œuvre à un genre n'a pas de sens.
Pour ActuaBD, ce tome est « une réussite de poésie et de fraîcheur ». Le Point apprécie qu'il « échappe à la sensiblerie et à la caricature ». Le Figaro littéraire semble confirmer cette remarque en écrivant que les personnages sont « plus vrais que nature », preuve étant qu'on a « envie de donner des claques à quelques-uns ».

#### Chroniques
- Charles-Louis Detournay, « Lou revient, en album et en dessins animés », sur BD Gest', 4 décembre 2007 (consulté le 28 janvier 2025)
- Romain Brethes, « Titeuf en fille », Le Point, no 1852,‎ 13 mars 2008, p. 134
- Camille Destraz, « Lou, l'ado intemporelle qu'aiment les parents », Le Matin,‎ 4 novembre 2007, p. 92